# Aixheim
Aixheim ist ein Ortsteil der Gemeinde Aldingen im nördlichen Landkreis Tuttlingen in Baden-Württemberg.

## Geographische Lage
Aixheim liegt am Ostende der Baar am Rande der Schwäbischen Alb, etwa zwei Kilometer nordwestlich von Aldingen und fünf Kilometer nordöstlich von Trossingen, auf einer Höhe von 664 m ü. NN und hat 1285 Einwohner (Stand 31. Januar 2012).

## Geschichte
Der Ort wurde 1086 erstmals als Aichcshain später als Aidisain namentlich erwähnt. Im Mittelalter erlangte das Kloster Rottenmünster die Herrschaft über den größten Teil des Dorfes und 1624 auch die Hohe Gerichtsbarkeit. Nach der Säkularisation des Klosters kam Aixheim 1803 zu Württemberg. Der Ort war selbstständige Gemeinde im württembergischen Oberamt Spaichingen, seit 1938 im Landkreis Tuttlingen. Im Rahmen der baden-württembergischen Gebietsreform wurde Aixheim am 1. Januar 1975 nach Aldingen eingemeindet.
Der Burgstall Aixheim bezeichnet eine vermutlich um 1000 vom Aixheimer Ortsadel erbaute Burg, deren Gräben sich noch im 19. Jahrhundert zeigten.

## Wappen
|  | Blasonierung: „In Blau einen silbernen St. Georg auf silbernem Pferd, einen silbernen Drachen bekämpfend“ |
|  | |

## Sehenswürdigkeiten
Siehe: Liste der Kulturdenkmale in Aixheim

### Pfarrkirche St. Georg

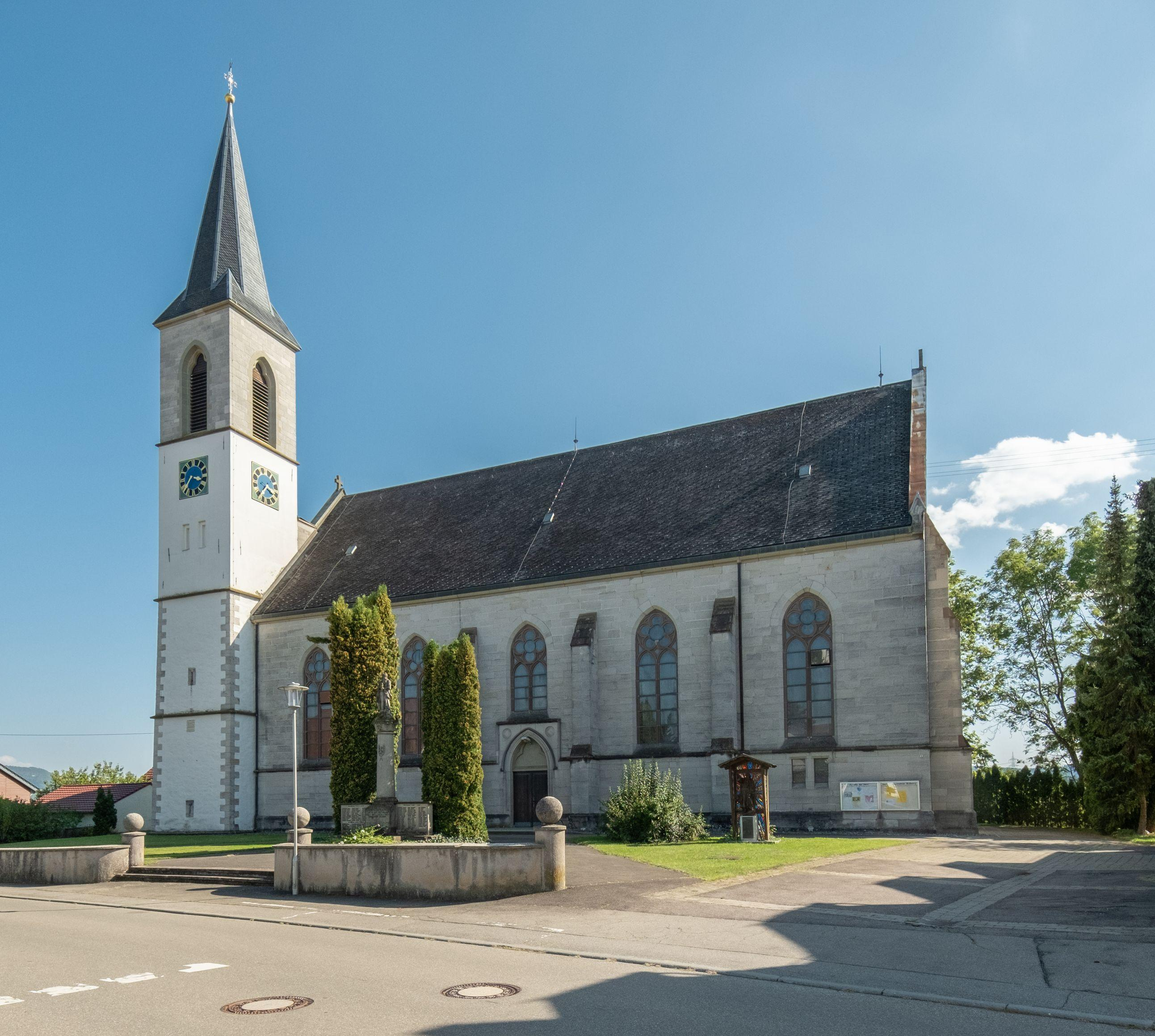
Pfarrkirche St. Georg

Die katholische Pfarrkirche wurde 1902–1904 im Stil der Neugotik erbaut.

## Wirtschaft
Die Landwirtschaft spielt auch heute noch eine Rolle in Aixheim, obwohl auch Handwerk und Gewerbe ansässig wurden. Die überwiegende Mehrheit der Erwerbstätigen pendelt jedoch zu Arbeitsstätten außerhalb des Ortes.

## Bildung
Aixheim hat ein katholisches Pfarramt, einen katholischen Kindergarten und eine Grundschule.

## Freizeit
Zu den Sportstätten Aixheims gehören ein Schützenhaus, ein Sportplatz mit Sportheim, ein Skaterplatz und eine Turn- und Festhalle.